# Chiesa di San Cipriano (Volterra)
La chiesa di San Cipriano è un edificio religioso situato a San Cipriano, nel comune di Volterra in provincia di Pisa.

## Descrizione
All'interno era conservata un'interessante tavola raffigurante la Madonna con Bambino e santi del pittore volterrano Giovanni Paolo Rossetti, oggi al Museo Diocesano.